# Object Modeling Technique
Object-Modeling Technique (OMT) é um método de modelagem e projeto orientado a objetos publicado em 1991 por James Rumbaugh, Michael Blaha, Willian Premerlani, Frederick Eddy e Willian Lorensen, no livro Object-Oriented Modeling and Design.
A notação gráfica da OMT é formada por:
- Modelo de objetos OMT
- Modelo dinâmico OMT
- Modelo funcional OMT

A metodologia OMT é formada pelas seguintes fases:
- Análise OMT
- Projeto de sistema OMT
- Projeto de objetos OMT